# Grande Mosquée de Sousse
La Grande Mosquée de Sousse (arabe : الجامع الكبير بسوسة) est la principale mosquée de la ville tunisienne de Sousse.
Située à l'entrée de la médina, elle est érigée par le souverain aghlabide Aboul Abbas Ier (841-856) en 850-851, soit près de trente ans après la construction du ribat de Sousse. Cette mosquée est emblématique d'une cité devenue quelques années après le règne de Ziadet-Allah Ier (817-838), la seconde ville de l'Ifriqiya et du Sahel. Par la suite, l'édifice est agrandi sous le règne d'Ibrahim II (875-902).

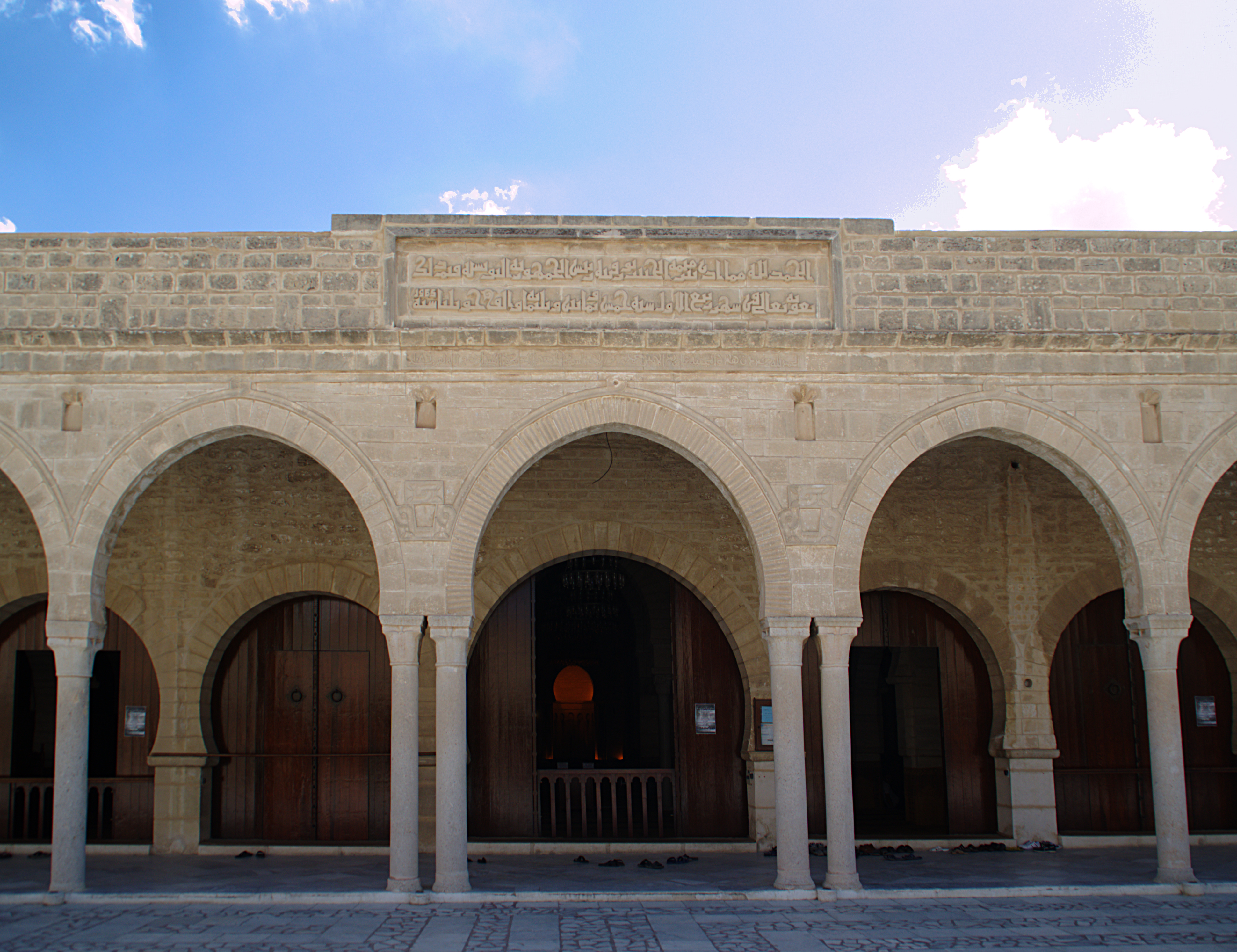
Arcs et colonnes du portique qui précède la salle de prière.

La mosquée, de plan rectangulaire, est composée d’une cour à portiques sur laquelle s’ouvre la salle de prière. Deux tours, surmontées d'édicules à coupoles, occupent les angles nord-est et sud-est de la cour ; celle du nord-est est accessible par un escalier depuis la cour. La zone supérieure des portiques est ornée d’une inscription kufique aux lettres inclinées, inscrite dans un bandeau en cuvette.
La salle de prière est composée de treize nefs et six travées, la travée du mihrab ainsi que la nef axiale aux colonnes doublées étant plus larges que les autres et formant un dispositif en T. En plus de sa largeur, la nef axiale est aussi valorisée par deux coupoles, dont l'une devant le mihrab.
La mosquée ne possède pas de minaret, ceci est peut-être dû à la présence, toute proche, de la tour de vigie du ribat.

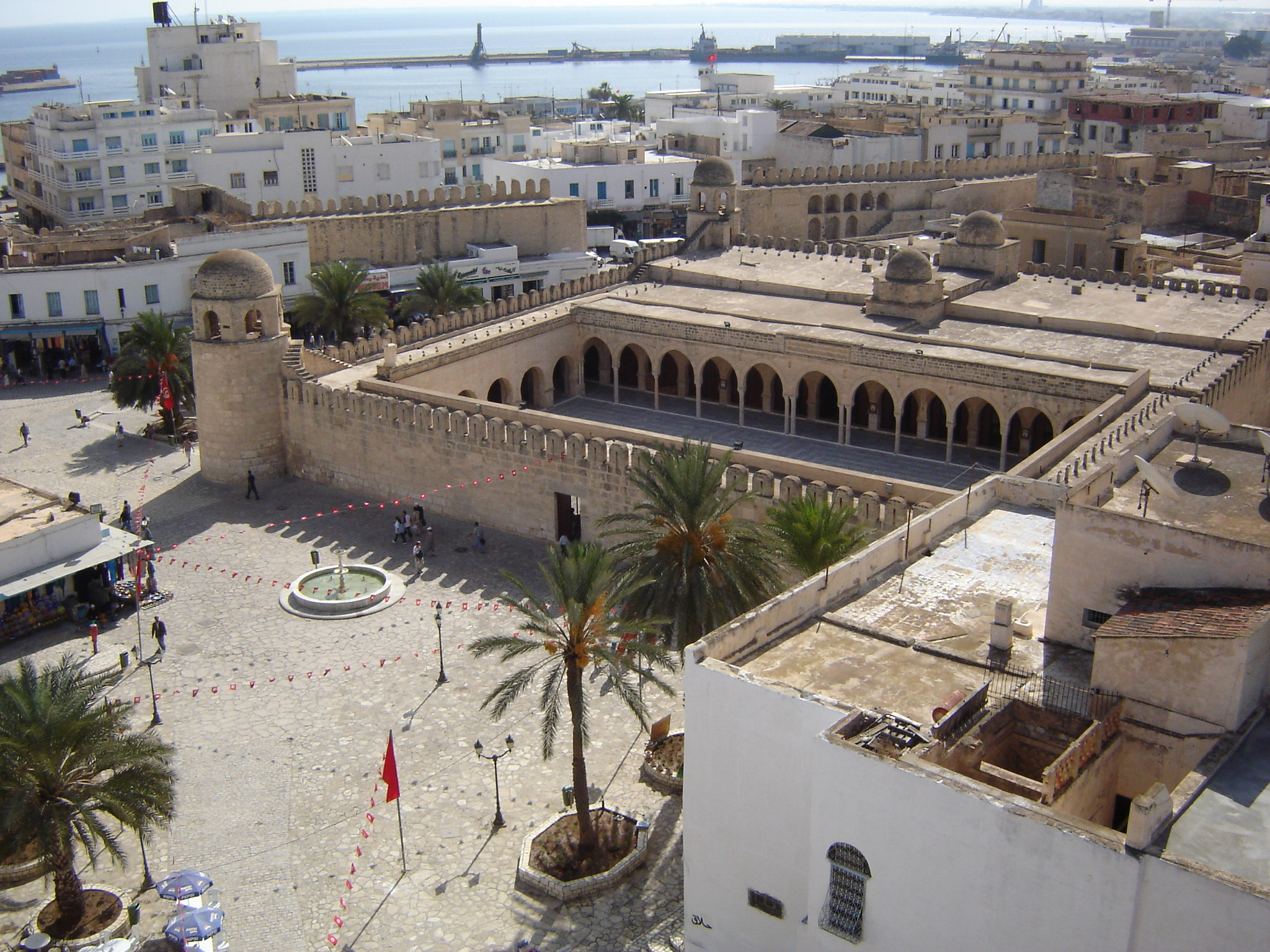
Vue de la mosquée depuis la tour du ribat.
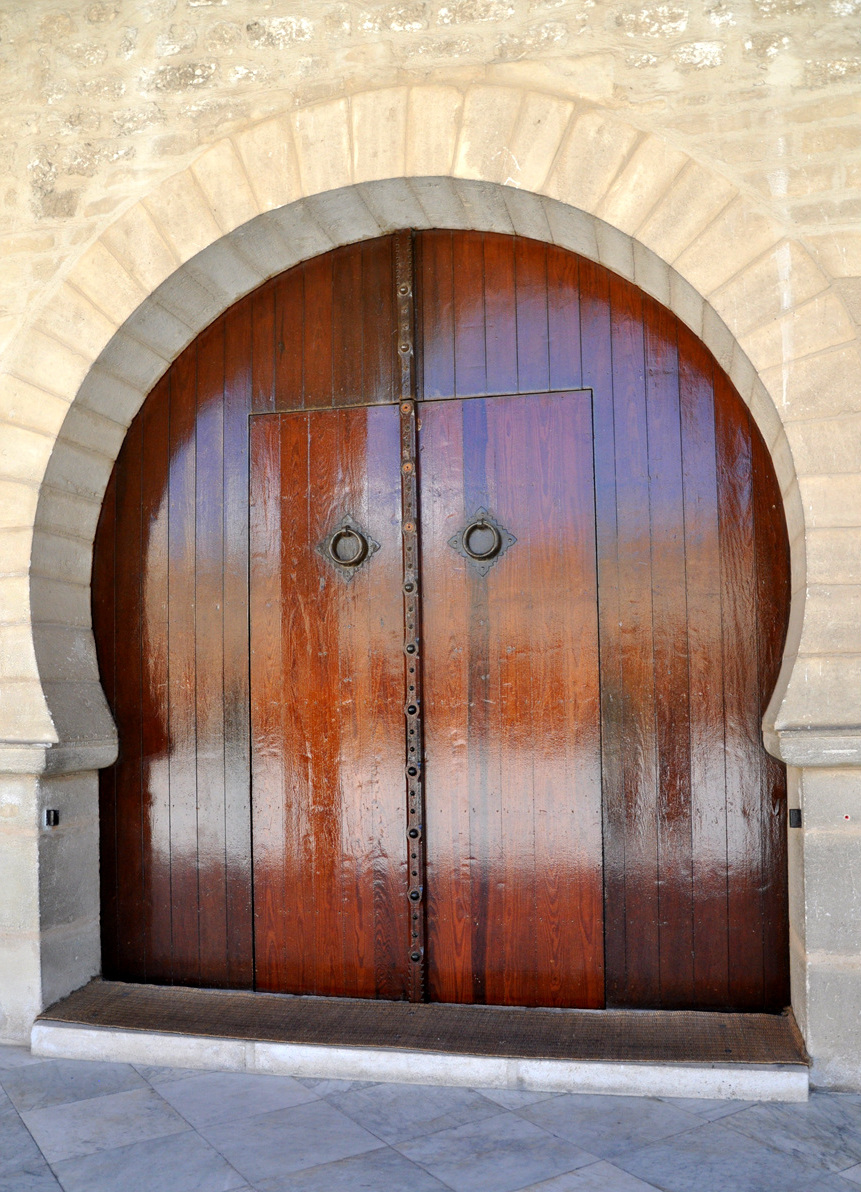
Gros plan sur l'une des portes de la salle de prière.
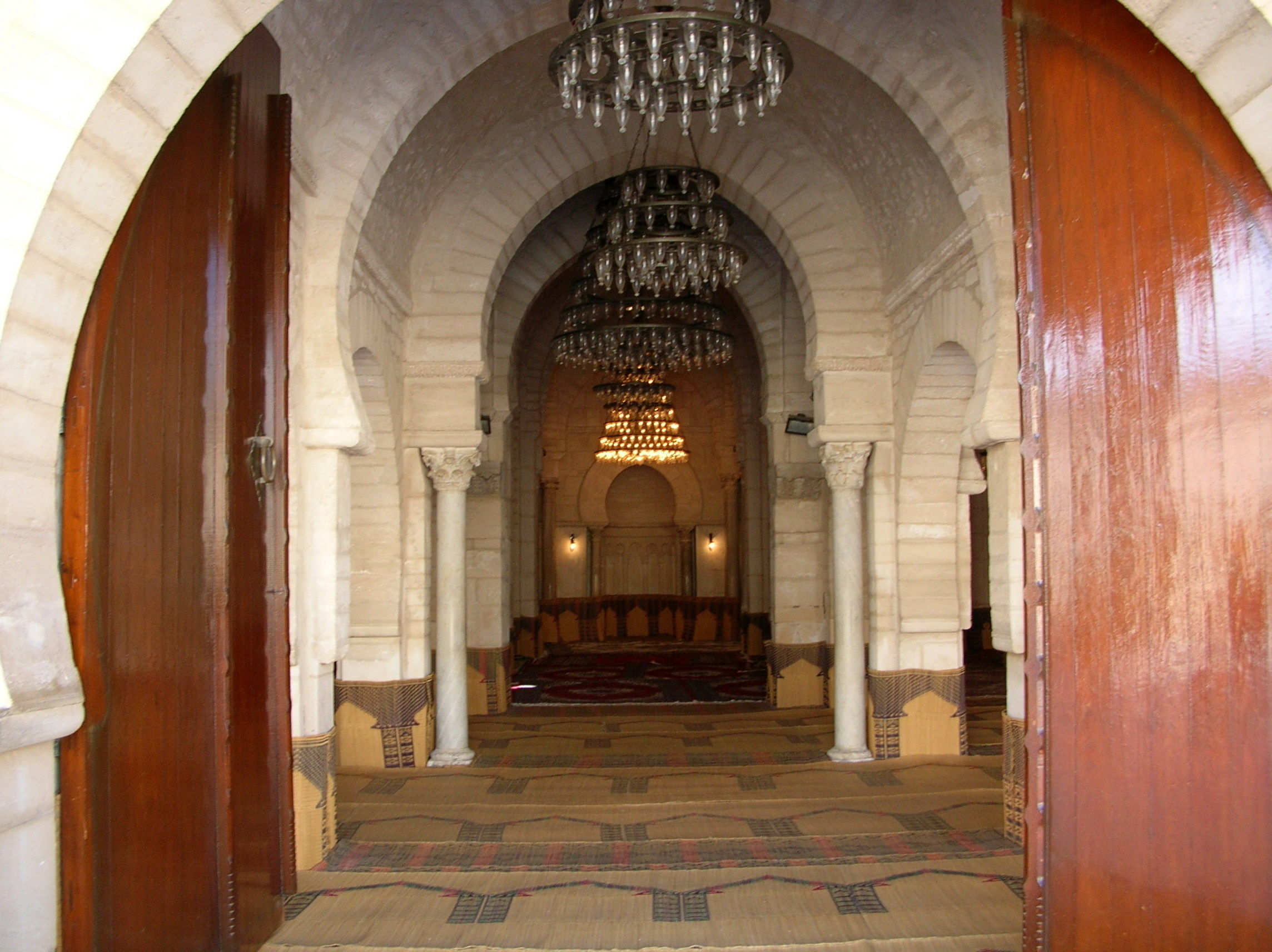
Vue du mihrab depuis la porte centrale de la salle de prière.
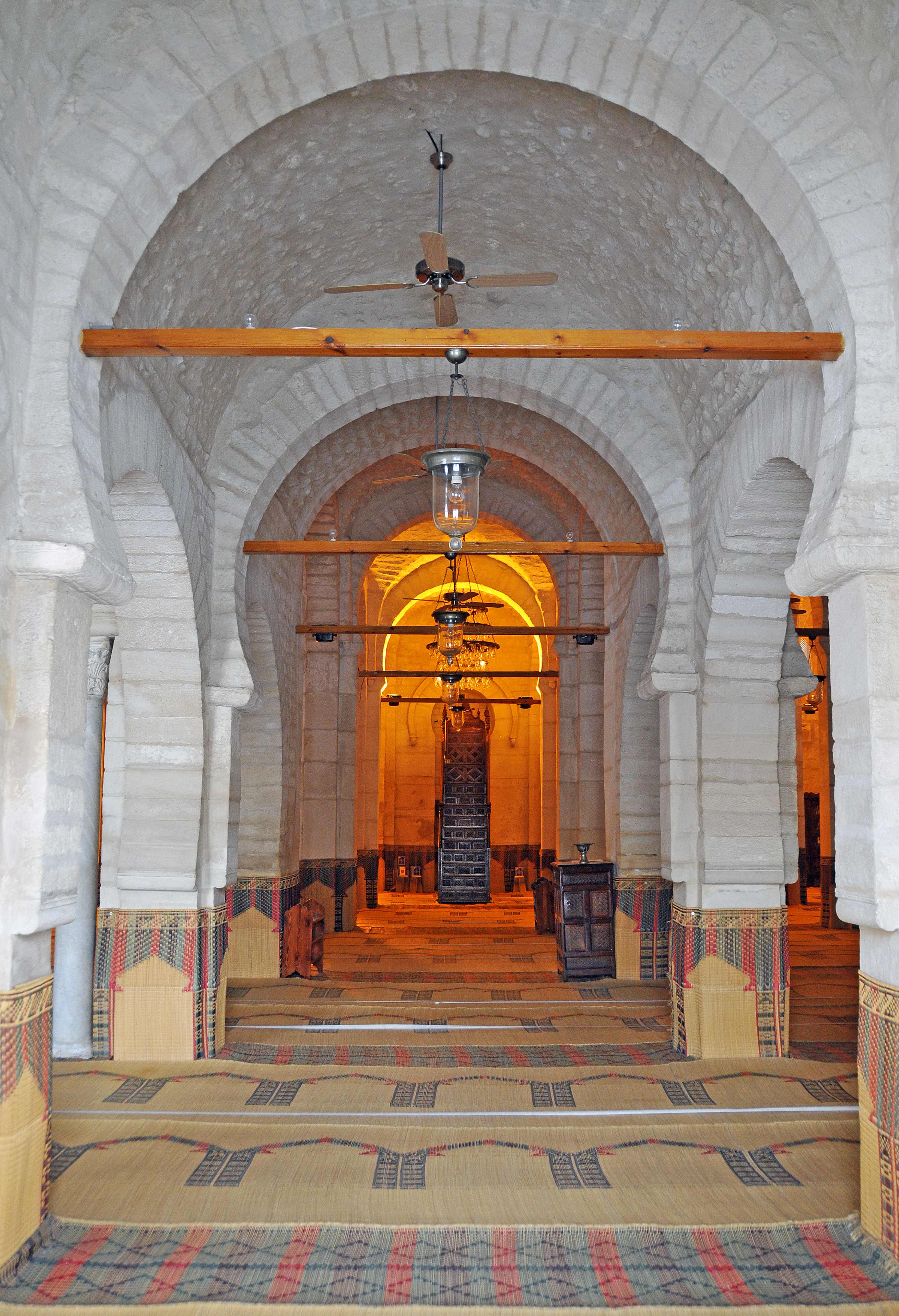
Vue de l'une des treize nefs de la salle de prière.